# ЗАЗ-1102 «Таврія Нова»
ЗАЗ-1102 «Та́врія Но́ва» — легковий передньопривідний автомобіль з кузовом типу хетчбек, модернізована версія автомобіля ЗАЗ-1102 «Таврія». Вироблявся на Запорізькому автомобілебудівному заводі з 1998 по 2007 рік. «Таврія Нова» знята з виробництва 1 січня 2007 року.

## Опис моделі

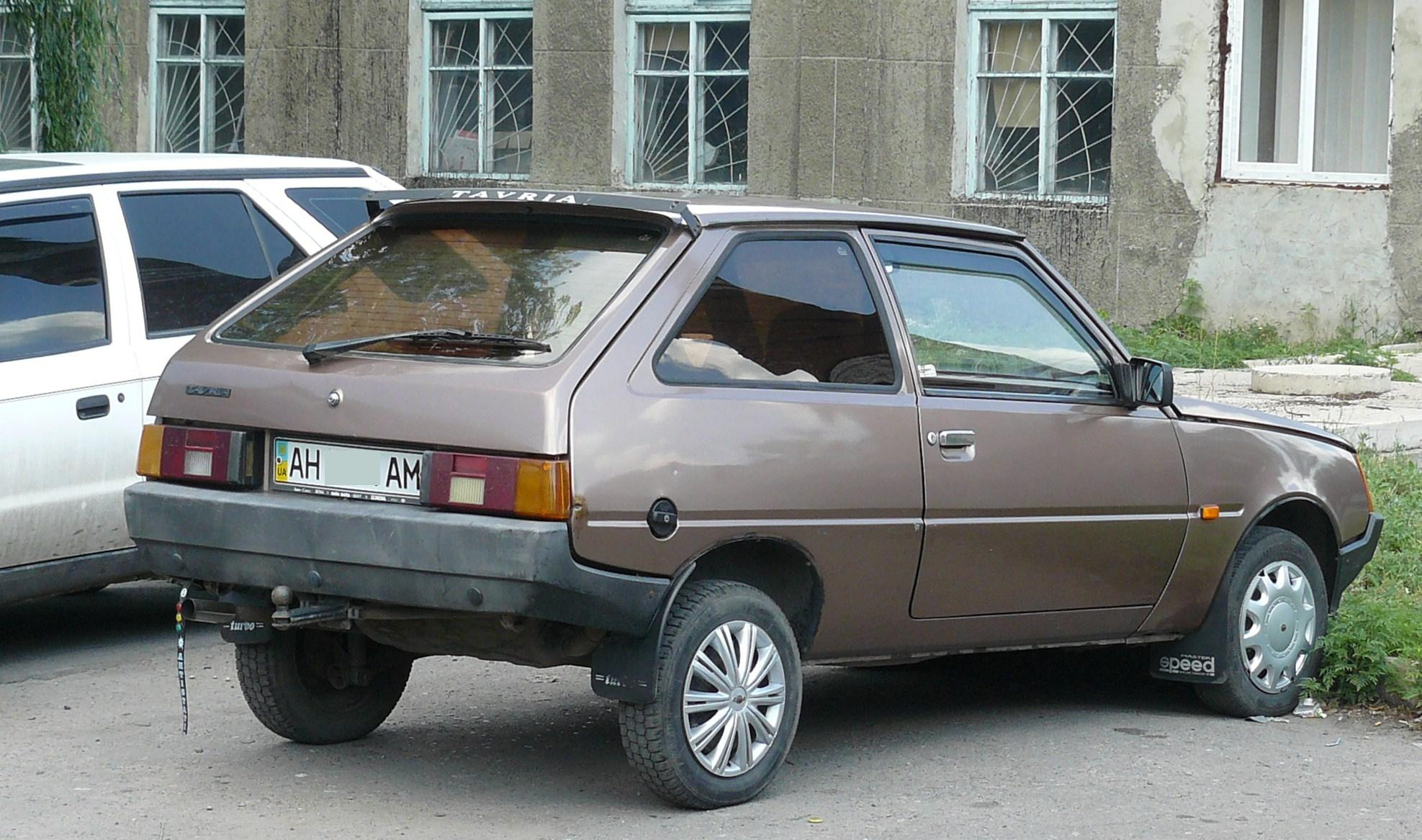
ЗАЗ-1102 Таврія Нова

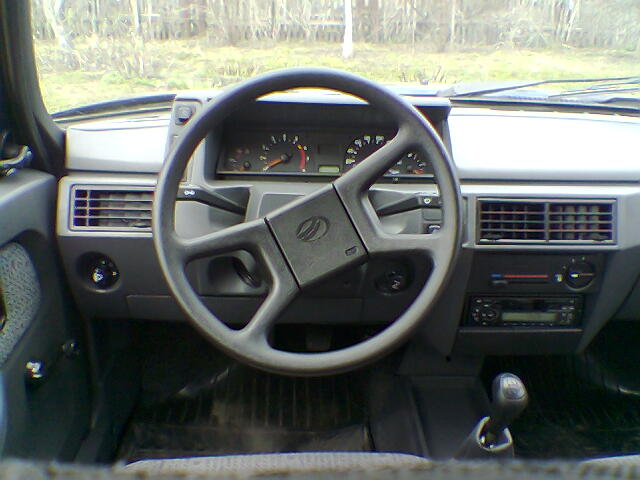
ЗАЗ-1102 Таврія Нова

Модифікація «Таврія Нова» — це повністю модернізований автомобіль, в конструкцію якого в рамках українсько-корейського підприємства «АвтоЗАЗ-ДЕУ» в 1998 р. з метою поліпшення техніко-експлуатаційних показників і усунення виявлених недоліків було внесено близько 300 змін. Модернізації були піддані практично всі вузли та агрегати.
Підсумком став початок серійного виробництва двох модифікацій: «Таврії» перехідного періоду і модернізованої — «Таврія Нова». «Таврія» перехідного періоду — це практично той самий автомобіль, який випускався раніше. Відмінність полягає лише в якості його виготовлення, яке було доведено до вимог, закладених конструкторами при проєктуванні цієї моделі.
Кузов, унаслідок збільшення товщини окремих деталей, став міцнішим і жорсткішим, введені підсилювачі передніх стійок, прорізів дверей і заднього лонжерона, покращена герметичність, встановлені додаткові вібропоглинаючі прокладки, зменшені зазори між деталями кузова. Для підвищення ресурсу двигуна і поліпшення показників його роботи у виготовленні силового агрегату стали застосовуватися якісніші матеріали, підвищилася якість виготовлення деталей і збірки, оптимальний тепловий режим роботи силового агрегату став забезпечуватися потужнішим електровентилятором, систему випуску відпрацьованих газів оснастили глушником з корозійно-стійкої сталі і міцнішим фланцем приймальної вихлопної труби.
На автомобіль почали встановлювати потужні стартер і генератор, нову котушку запалювання зі збільшеною енергією іскри, надійніший датчик включення вентилятора з позолоченими контактами, чеські блок-фари з гідрокоректором світлового потоку, високоточний керамічний резистор датчика рівня палива.

## Двигуни
| Індекс | Модель двигуна | Об'єм    | Клапани/ГРМ | Система живлення | Потужність при об/хв    | Крутний момент при об/хв | Роки випуску |
| ------ | -------------- | -------- | ----------- | ---------------- | ----------------------- | ------------------------ | ------------ |
| 1,1    | МЕМЗ-245       | 1091 см³ | 8/SOHC      | карбюратор       | 51 к.с. (37,5 кВт)/5400 | 78,5 Нм/3000-3500        | 1998-2001    |
| 1,2    | МЕМЗ-2457      | 1197 см³ | 8/SOHC      | карбюратор       | 58 к.с. (42,6 кВт)/5400 | 90 Нм/3000-3500          | 2000-2007    |
| 1,3    | МЕМЗ-3011      | 1299 см³ | 8/SOHC      | карбюратор       | 63 к.с. (46 кВт)/5400   | 101 Нм/3000-3500         | 2001-2007    |
| 1,3i   | МЕМЗ-3071      | 1299 см³ | 8/SOHC      | інжектор         | 66 к.с. (48,5 кВт)/5400 | 105 Нм/3000-3500         | 2002-2007    |

## Комплектації

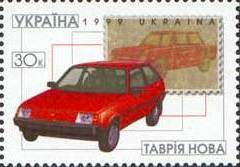
«ЗАЗ-1102 «Таврія Нова»», поштова марка України (1999)

Автомобіль випускався в декількох виконаннях — «базове» з двигуном об'ємом 1,1 л, «стандарт» з двигуном 1,2 л і «люкс» з двигуном 1,2 і 1,3 л, причому існує комплектація двигуна 1,3 л як з карбюраторною системою живлення, так і з системою розподіленого уприскування палива.
«Таврія Нова» випускалась в таких виконаннях:
- ЗАЗ-110206-32 — «Стандарт» спрощеної комплектації (мінімальна ціна) з карбюраторним силовим агрегатом 1100 см³.
- ЗАЗ-110206-35 — «Стандарт» повної комплектації з карбюраторним силовим агрегатом 1100 см³.
- ЗАЗ-110216-35 — «Люкс» з карбюраторним силовим агрегатом 1100 см³.
- ЗАЗ-110216-40 — «Люкс» з силовим агрегатом 1100 см³, системою уприскування палива «Сіменс»
- ЗАЗ-110207 — «Стандарт» з карбюраторним силовим агрегатом 1200 см³.
- ЗАЗ-110217 — «Люкс» з карбюраторним силовим агрегатом 1200 см³.
- ЗАЗ-110218 — «Люкс» з карбюраторним силовим агрегатом 1300 см³.
- ЗАЗ-110218-40 — «Люкс» з інжекторним силовим агрегатом 1300 см³.

## Ціна
Станом на 20.07.2006 року ціна починалась від 22 649 грн.